# Красная звезда
Кра́сная звезда́ — геральдический знак, который был символом РККА, присутствовал на флаге и гербе СССР, флагах и гербах некоторых стран Варшавского договора, символике левых организаций и движений. Используется в ВС РФ, является одним из элементов знамени ВС РФ, эмблем ВС РБ, ВС РК и НОАК, присутствует в качестве элемента на официальных символах некоторых других государств и их административных единиц. Он также изображён на эмблемах ряда спортивных клубов, таких как ЦСКА, и некоторых компаний, таких как Heineken (с XIX века). До мая 1917 года пятиконечная звезда красного цвета была первым опознавательным знаком военной авиации США.

## В геральдике королевства Португалия
Красная звезда в качестве геральдической фигуры была известна по крайней мере в эпоху королевства Португалия. Присутствует на гербе знатного рода Коутинью (Covtinhos > Coutinhos) в Гербовом зале Национального дворца в Синтре, интерьер которого оформлялся с 1508 года по повелению короля Мануэла I.

## Использование символа в Российской империи

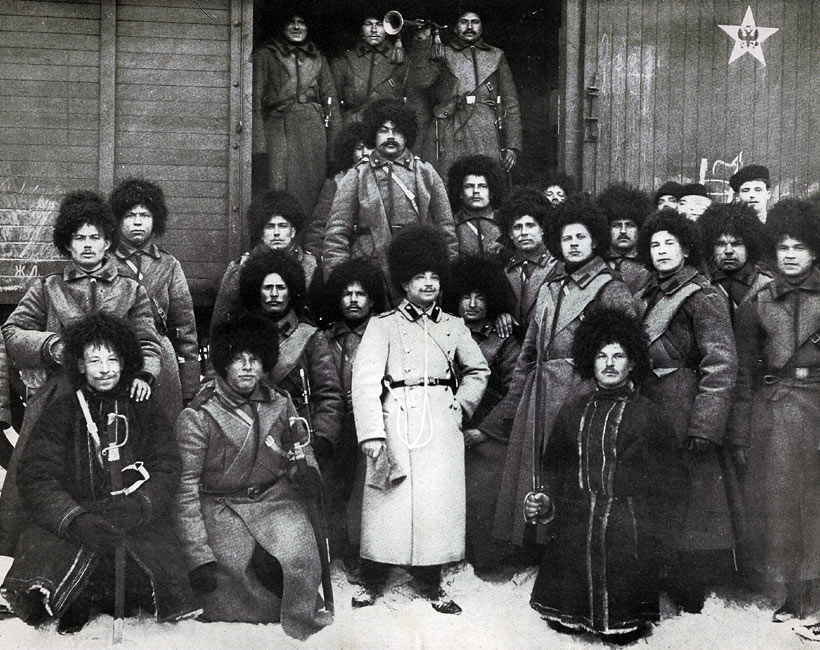
Пятиконечная звезда с орлом, на вагоне воинского поезда, Российская империя, фото Виктора Буллы, 1905 год

Красная звезда обычно именовалась «марсовой звездой» по имени древнеримского бога войны Марса. «Марсова» пятиконечная звезда (другого цвета) использовалась в Русской императорской армии. Николай I своим указом от 1 января 1827 года ввёл звёзды на эполетах офицеров и генералов, 29 апреля 1854 года звёзды были добавлены на погоны. В 1904—1905 годах фотограф К. Булла, автор издания «Нива», публиковал снимки российских воинских эшелонов, на вагонах которых была нанесена пятиконечная звезда (светлого цвета) с государственным двуглавым орлом в центре.
После Февральской революции знаки различия военнослужащих Русской императорской армии были изменены, погоны отменены. 21 апреля 1917 года, приказом по флоту и морскому ведомству №150 военного и морского министра Временного правительства А. И. Гучкова, погоны были заменены нарукавными знаками различия и введена новая кокарда. На ней пятиконечная звезда была размещена над розеткой с якорем.

## Использование символа в Советской России и СССР
В Советской России под пятиконечной звездой подразумевалось единство мирового пролетариата всех пяти континентов Земли: пять концов звезды символизировали пять материков планеты. Красный цвет — цвет пролетарской революции, он должен был объединить все пять континентов единой целью и единым началом. Большая советская энциклопедия давала такую трактовку этому символу: «…красная пятиконечная звезда… — символ конечного торжества идей коммунизма на пяти континентах Земного шара…». Таким образом красная звезда — знак Коминтерна. В основе символа лежали идеи мировой революции, всемирной советской республики и всемирной диктатуры пролетариата.
В советской традиции Марс символизировал защиту мирного труда. Красная звезда расположена над планетой Земля в гербе СССР. Красная звезда символизировала освобождение трудящихся от голода, войны, нищеты и рабства. Имеются многочисленные сведения, что первоначально красная звезда была обращена двумя лучами вверх, а одним вниз, как в своё время размещалась древнегреческая пентаграмма. В частности, направленный вниз единственный луч имеет звезда на первой советской награде — Ордене Красного Знамени. Однако такое расположение вызвало у людей ассоциацию с рогами дьявола, у символа появилось прозвище «знак антихриста». Подобное восприятие подкреплялось жёсткими гонениями на Православную церковь в первые годы советской власти. Впрочем, не исключено, что сатанинская интерпретация красной звезды была предложена антисоветскими силами в рамках идеологической борьбы. Военный отдел ВЦИК вынужденно издал массовым тиражом листовку «Смотри, товарищ, вот Красная Звезда», где использовалось изображение звезды с одним лучом вверх и в форме притчи толковалось его значение. С этого момента ориентация символа не изменялась.

### В Рабоче-крестьянской Красной армии
Приход к власти большевиков положил конец существованию русской императорской армии и её атрибутов. При создании новой армии, — Рабоче-крестьянской Красной армии, потребовалось решить вопрос о знаках различия для военнослужащих. Красная звезда как символ РККА была предложена Военной коллегией по организации РККА, создателем эмблемы был командующий Петроградским военным округом К. Еремеев. Другие исследователи, ссылаясь на воспоминания публициста Е. М. Ярославского, утверждали, что автором был один из комиссаров Московского военного округа Н. А. Полянский, который и предложил красную пятиконечную звезду с изображением плуга, молота и книги. Рисунок получился несколько перегруженным и плохо читался. После обсуждения на общественной коллегии округа в символе были оставлены только молот и плуг.
О «красной звезде» упоминается в газете «Известия Всероссийского Центрального Исполнительного Комитета Советов крестьянских, рабочих, солдатских и казачьих депутатов» 19 апреля 1918 года. Небольшая заметка в разделе «Хроника» рассказывала, что Комиссариатом по военным делам утверждён чертёж нагрудного знака для воинов РККА в виде красной звезды с золотистым изображением плуга и молота в центре. Звезда воплотила в себе древнейший символ защиты. Плуг и молот читались как союз рабочих и крестьян. Красный цвет олицетворял революцию. При официальном утверждении её приказом Наркомвоена Республики Л. Д. Троцким №321 от 7 мая 1918 года она получила наименование «„марсова звезда“ с плугом и молотом», было объявлено, что данный знак «есть принадлежность лиц, состоящих на службе в войсках Красной Армии». В агитационных листовках большевиков объяснялось: «Красная звезда — это звезда счастья всех бедняков, крестьян и рабочих».
Первоначально «Значок красноармейца» носился на груди, но 15 ноября 1918 года приказом Реввоенсовета РСФСР №773 звезда стала носиться на головных уборах (ранее — месте расположения кокард), ношение которой распространилось на военных моряков. В приказе отмечалось: «Отныне революционный знак — Красная звезда является выражением единства Красного Флота и Красной Армии»; согласно приказу Троцкого, гражданским лицам грозил трибунал за её ношение. После Гражданской войны звезду сделали элементом флагов и гербов СССР и союзных республик. Пятиконечная красная звезда стала символом государства и господствующей идеологии, дополняющим сложный в изображении официальный герб. В те же годы появилось её новое символическое значение: 5 лучей — это 5 материков, которые скоро объединятся под знаменем коммунизма.

## Исторические флаги, гербы и эмблемы

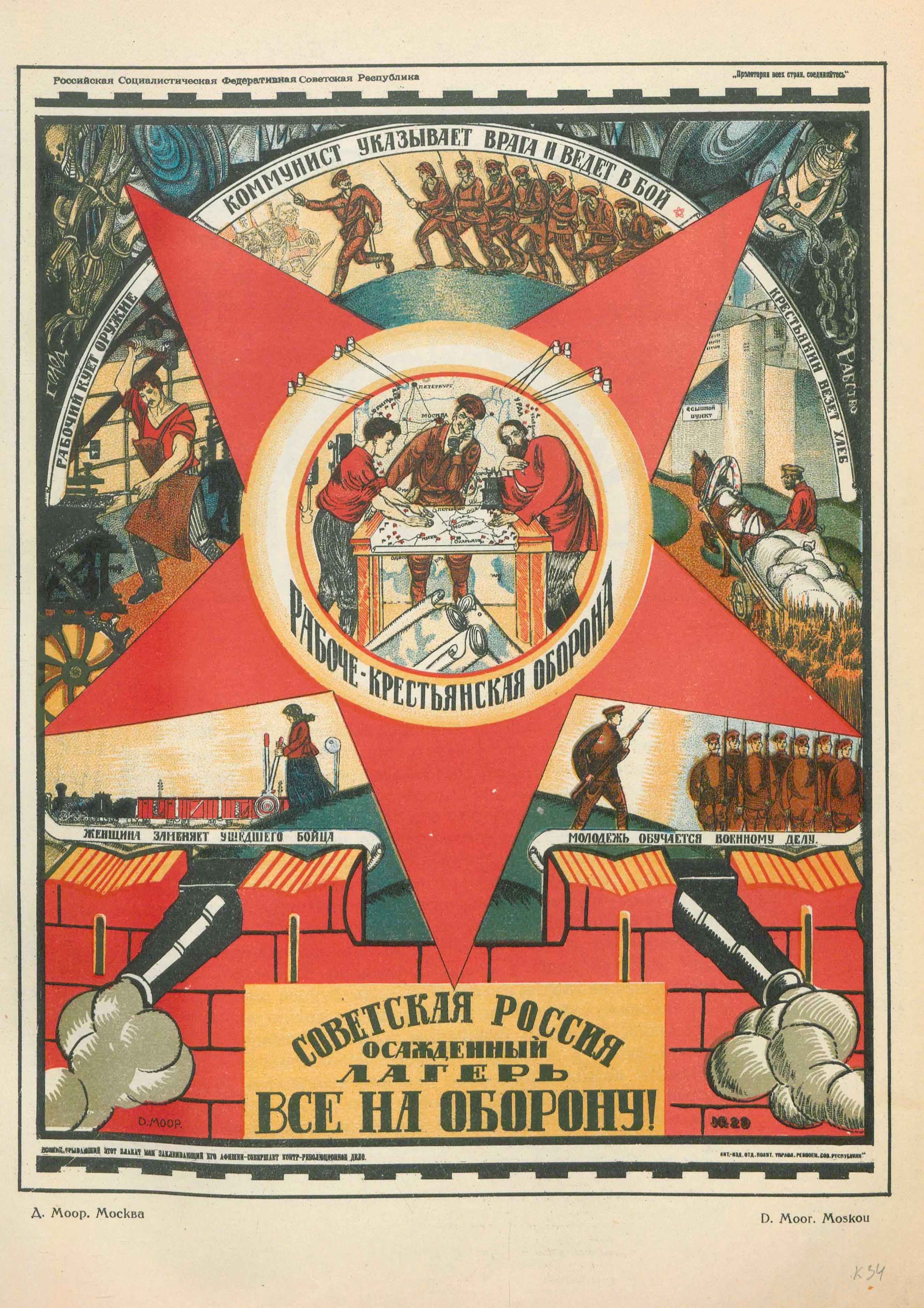
Плакат 1919 года Д. Моора «Советская Россия — осаждённый лагерь. Все на оборону!» Один из первоначальных вариантов символа РККА
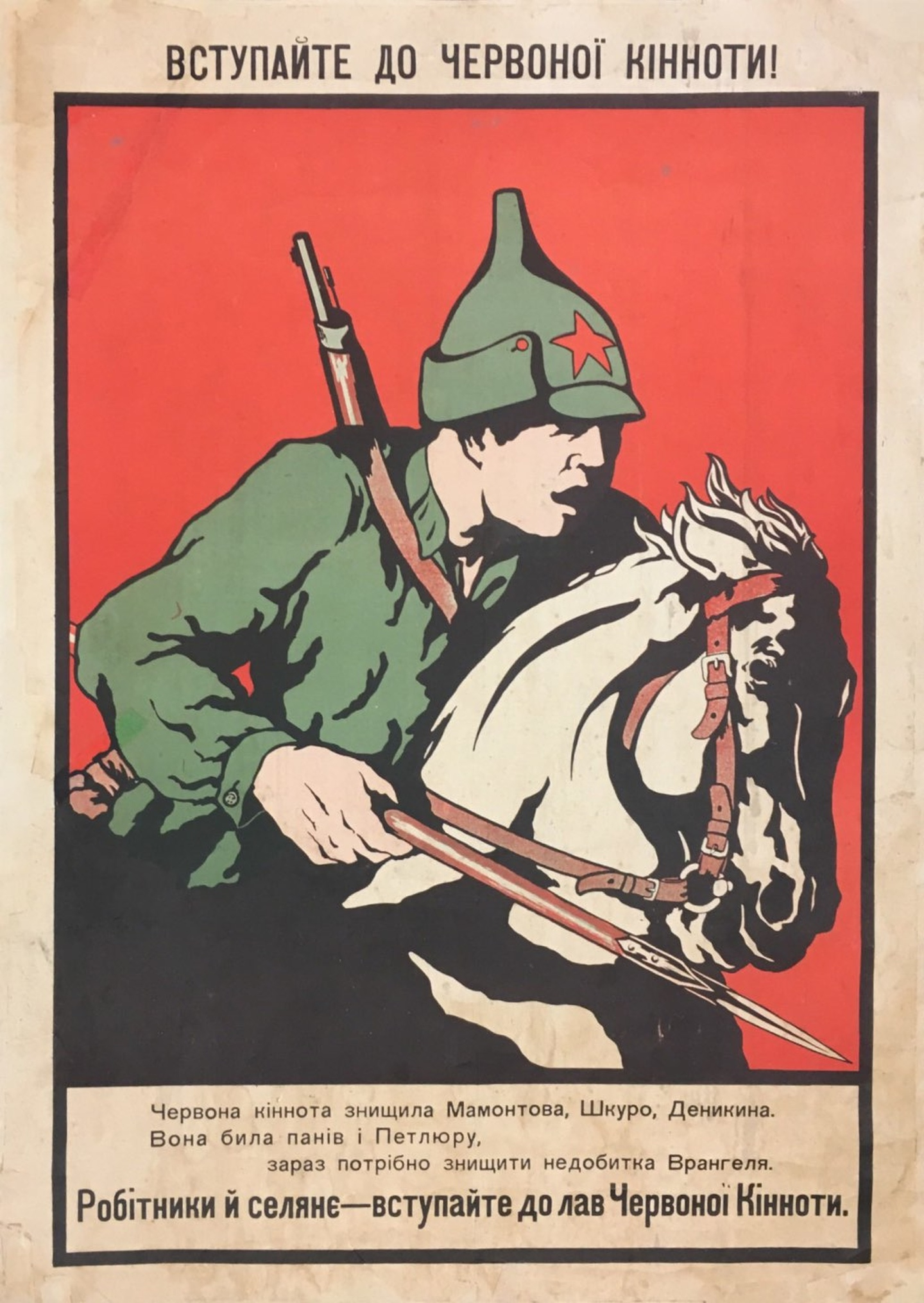
Кавалерист в будёновке с красной звездой на плакате «Вступайте в красную конницу!» (1920)
Эмблема РККА (1918)
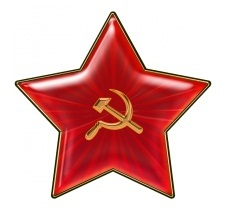
Символ ВС СССР
Пятиконечная звезда — эмблема ВС СССР
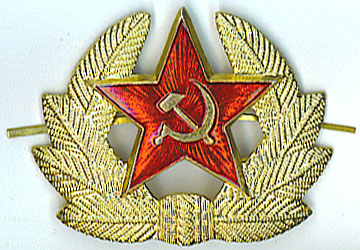
Звезда с эмблемой к головным уборам военнослужащих срочной службы ВС СССР
Флаг ВМФ СССР
Гюйс ВМФ СССР (1932—1964)
Флаг Сухопутных войск СССР (неофициальный)
Флаг ВВС СССР
Флаг СССР (1924–1991)
Герб СССР (1958–1991)
Флаг Социалистической Федеративной Республики Югославия (1945–1992)
Герб Социалистической Федеративной Республики Югославия (1946–1992)
Флаг Народной Социалистической Республики Албания (1946–1992)
Флаг Народной Республики Бенин (1975–1990)
Герб Таджикской Советской Социалистической Республики
Герб Социалистической республики Румыния (1966–1989)
Эмблема Фракции Красной Армии
Герб Монгольской Народной Республики (1960—1992)

Красная звезда без каких-либо эмблем была гербом Баварской советской республики, Бременской советской республики, Венгерской советской республики и Словацкой советской республики.

## Современные флаги и гербы

Знамя Вооружённых Сил Российской Федерации (c 2003)
Оборотная сторона Знамени Вооружённых Сил Российской Федерации.
Герб Республики Беларусь (c 1995)
Флаг Калифорнии, утверждён в 1911 году
Флаг Бирмингема, Алабама
Флаг Гонконга (c 1990)
Флаг Джибути (c 1977)
Флаг Зимбабве (c 1980)
Герб Зимбабве (c 1981)
Герб Мозамбика (c 1990)
Флаг Новой Зеландии (c 1902)
Военно-морской флаг Новой Зеландии (c 1902)
Герб Новой Зеландии (c 1956)
Флаг Приднестровской Молдавской Республики (c 1991)
Герб Свободного города Триест
Герб Приднестровской Молдавской Республики (c 1991)
Флаг Алжира (c 1962)
Флаг Сахарской Арабской Демократической Республики (1976–настоящее время)
Флаг Туниса (c 1999)
Герб Туниса (c 1999)
Флаг Турецкой Республики Северного Кипра
Национальная эмблема Турции (неофициальная)
Флаг кантона Вале Швейцария
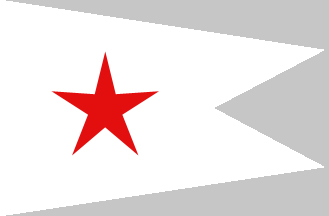
Пароходство США Red Star Line
Флаг Вашингтона, США
Флаг Корейской Народно-Демократической Республики (c 1948)
Герб Корейской Народно-Демократической Республики (c 1948)
Флаг Сапатистской армии национального освобождения
Флаг Заместителя Командующего ВМФ США
Флаг префектуры Хоккайдо, Япония
Флаг Панамы (с 1903 года)
Символ Вооружённых сил Казахстана
Герб Луганской Народной Республики (c 2014)

## Логотипы брендов, компаний и фирм

Государственный знак качества СССР
Логотип американской сети универмагов Macy's
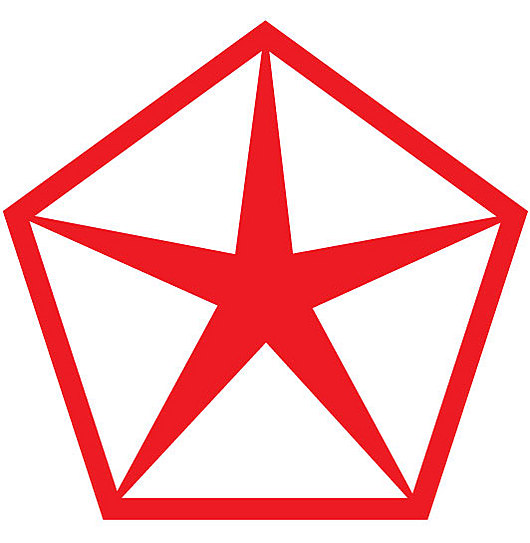
Эмблема автомобилей Крайслер White Red Pentastar
Логотип авиакомпании Jetstar, Австралия
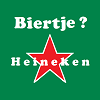
Реклама пива Heineken

## Красная звезда на наградах разных стран

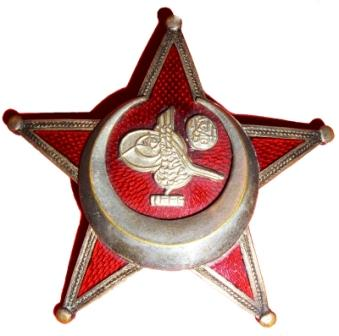
Галлиполийская звезда, Турция, 1915 год
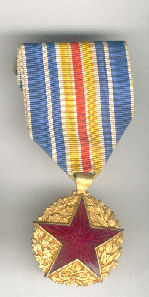
Медаль «Звезда», (за ранение), Франция, 1915 год
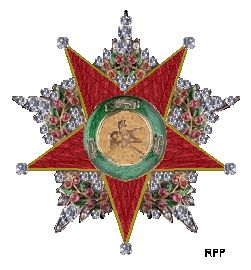
Орден Османской Империи, 1878 год, Шейхад Нисани
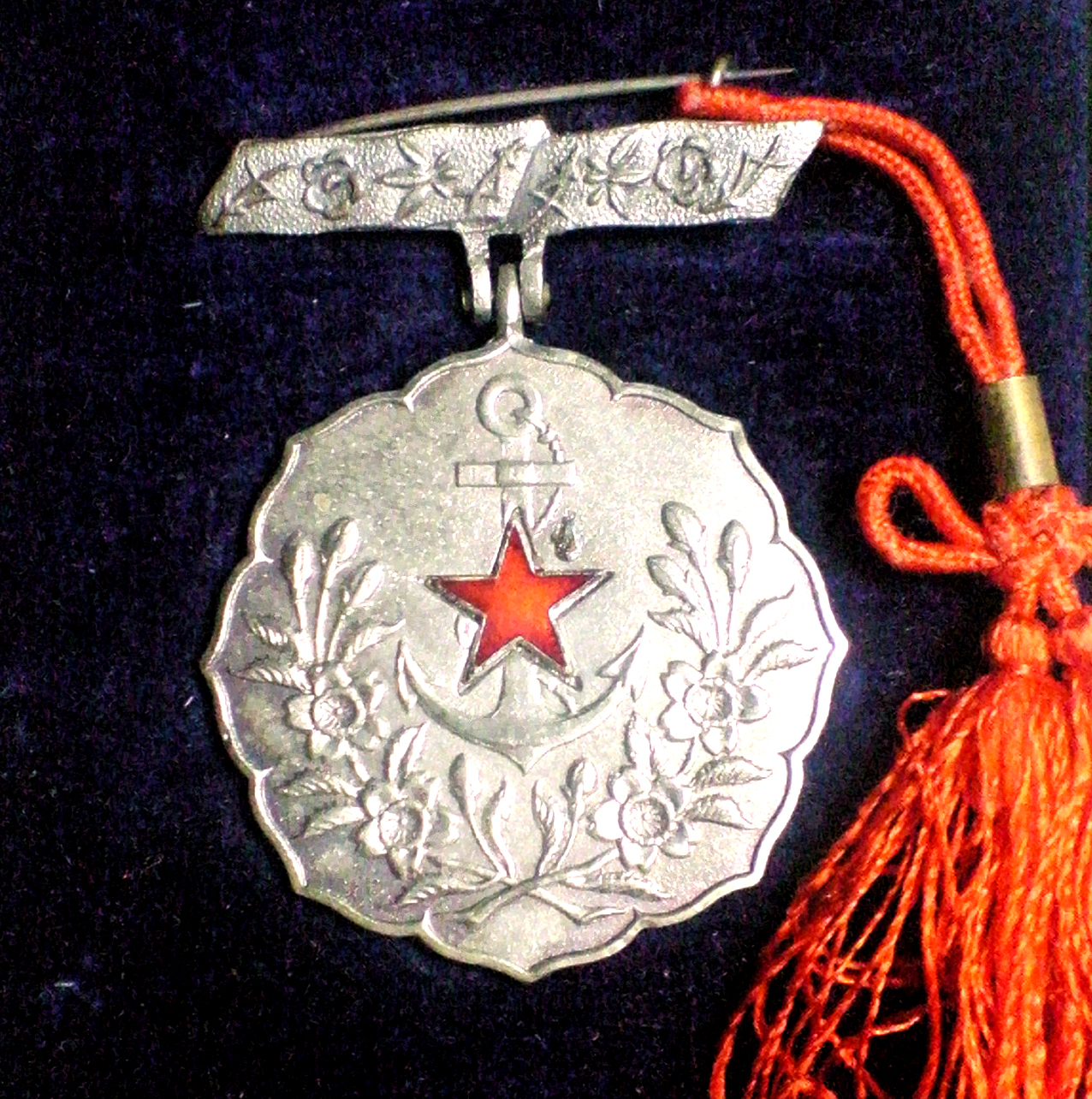
Награда «Женского патриотического общества», Япония